# زبان اشاره تایلندی
زبان اشاره تایلندی زبان اشاره‌ای است که توسط ناشنوایان و کم شنوایان در تایلند استفاده می‌شود.